# دوع
الدُّوْع أو الدُرُبّ (الاسم العلمي Carassius) هو جنس من الأسماك ينتمي لفصيلة شعاعيات الزعانف من الشبوطيات. وتُعرف الأنواع في هذا الجنس بشكلٍ شائع باسم سمك الشبوط القاسي، على الرغم من أن هذا المصطلح غالبًا ما يُستخدم خصيصًا للإشارة إلى أسماك الشبوط. ومن أكثر الأنواع شهرةً الدوع الذهبي، وهو سمك أنتج من الدوع الصيني. وهي أسماك موزَّعة على أوراسيا، وتنشأ بوضوح وبشكلٍ أكبر في الغرب أكثر من أسماك جنس الشبوط التي تشمل الشبوط الشائع.

## الأنواع
- دوع أحمر
- دوع ذهبي
- دوع صيني